# 詹姆斯·伯克 (科学史家)
詹姆斯·伯克（英語：James Burke，1936年12月22日—）是一位英国科学史家，BBC科学节目的编剧与主持人，主持的作品有《明日的世界》（Tomorrow's World）、《关联》（Connections）等。